# Campionato mondiale di hockey su ghiaccio - Seconda Divisione 2003
Il Campionato mondiale di hockey su ghiaccio - Seconda Divisione 2003 è stato un torneo di hockey su ghiaccio organizzato dall'International Ice Hockey Federation. Il torneo si è disputato fra il 24 marzo e l'11 aprile 2003. Le dodici partecipanti sono state divise in due gironi da sei ciascuno. Il torneo del Gruppo A si è svolto nella città di Seul, in Corea del Sud. Le partite del Gruppo B invece si sono disputate a Sofia, in Bulgaria. La Corea del Sud ha vinto il Gruppo A mentre il Belgio il Gruppo B, garantendosi così la partecipazione al Campionato mondiale di hockey su ghiaccio - Prima Divisione 2004. Al contrario il Messico e l'Islanda, giunti all'ultimo posto dei rispettivi gironi sono stati retrocessi per il 2004 in Terza Divisione. La Nuova Zelanda e il Lussemburgo, giunti nelle prime due posizioni della Terza Divisione, sostituiscono nel 2004 il Messico e l'Islanda.

## Partecipanti

### Gruppo A
| Nazionale     | Qualificazione                                                           |
| ------------- | ------------------------------------------------------------------------ |
| Corea del Sud | Ospitante, sesta e retrocessa dalla Prima Divisione - Gruppo A del 2002. |
| Jugoslavia    | Seconda nella Seconda Divisione - Gruppo B del 2002.                     |
| Spagna        | Terza nella Seconda Divisione - Gruppo B del 2002.                       |
| Australia     | Quarta nella Seconda Divisione - Gruppo A del 2002.                      |
| Sudafrica     | Quinto nella Seconda Divisione - Gruppo A del 2002.                      |
| Messico       | Secondo e promosso dalla Qualificazione alla Seconda Divisione del 2002. |

### Gruppo B
| Nazionale      | Qualificazione                                                         |
| -------------- | ---------------------------------------------------------------------- |
| Cina           | Sesta e retrocessa dalla Prima Divisione - Gruppo B del 2002.          |
| Belgio         | Secondo nella Seconda Divisione - Gruppo A del 2002.                   |
| Israele        | Terzo nella Seconda Divisione - Gruppo A del 2002.                     |
| Bulgaria       | Ospitante, quarta nella Seconda Divisione - Gruppo B del 2002.         |
| Islanda        | Quinta nella Seconda Divisione - Gruppo B del 2002.                    |
| Corea del Nord | Prima e promossa dalla Qualificazione alla Seconda Divisione del 2002. |

## Gruppo A

### Incontri
| Seul 5 aprile 2003, ore 12:00 | Sudafrica | 2 – 9 (0-4; 2-2; 0-3) | Spagna | Olympic Center (300 spett.) |

| Seul 5 aprile 2003, ore 15:00 | Australia | 3 – 8 (2-2; 1-5; 0-1) | Jugoslavia | Olympic Center (350 spett.) |

| Seul 5 aprile 2003, ore 18:00 | Messico | 1 – 19 (0-7; 0-4; 1-8) | Corea del Sud | Olympic Center (300 spett.) |

| Seul 6 aprile 2003, ore 12:00 | Corea del Sud | 11 – 3 (3-2; 5-0; 3-1) | Australia | Olympic Center (300 spett.) |

| Seul 6 aprile 2003, ore 15:00 | Jugoslavia | 10 – 2 (4-0; 2-0; 4-2) | Sudafrica | Olympic Center (300 spett.) |

| Seul 6 aprile 2003, ore 18:00 | Spagna | 12 – 3 (6-1; 4-0; 2-2) | Messico | Olympic Center (380 spett.) |

| Seul 8 aprile 2003, ore 12:00 | Corea del Sud | 7 – 3 (3-1; 3-2; 1-0) | Sudafrica | Olympic Center (300 spett.) |

| Seul 8 aprile 2003, ore 15:00 | Jugoslavia | 7 – 1 (2-1; 3-0; 2-0) | Spagna | Olympic Center (510 spett.) |

| Seul 8 aprile 2003, ore 18:00 | Messico | 0 – 11 (0-1; 0-8; 0-2) | Australia | Olympic Center (300 spett.) |

| Seul 9 aprile 2003, ore 12:00 | Spagna | 1 – 8 (1-2; 0-4; 0-2) | Corea del Sud | Olympic Center (1.350 spett.) |

| Seul 9 aprile 2003, ore 15:00 | Australia | 5 – 3 (0-2; 4-1; 1-0) | Sudafrica | Olympic Center (300 spett.) |

| Seul 9 aprile 2003, ore 18:00 | Jugoslavia | 19 – 0 (4-0; 8-0; 7-0) | Messico | Olympic Center (300 spett.) |

| Seul 11 aprile 2003, ore 13:00 | Corea del Sud | 5 – 2 (1-1; 3-0; 1-1) | Jugoslavia | Olympic Center (1.410 spett.) |

| Seul 11 aprile 2003, ore 17:00 | Spagna | 4 – 3 (2-0; 0-1; 2-2) | Australia | Olympic Center (300 spett.) |

| Seul 11 aprile 2003, ore 21:00 | Sudafrica | 9 – 1 (4-0; 5-0; 0-1) | Messico | Olympic Center (300 spett.) |

### Classifica
| Pos. |               | PG | V | N | P | GF | GS | DR  | Pt |
| 1.   | Corea del Sud | 5  | 5 | 0 | 0 | 50 | 10 | +40 | 10 |
| 2.   | Jugoslavia    | 5  | 4 | 0 | 1 | 46 | 11 | +35 | 8  |
| 3.   | Spagna        | 5  | 3 | 0 | 2 | 27 | 23 | +4  | 6  |
| 4.   | Australia     | 5  | 2 | 0 | 3 | 25 | 26 | -1  | 4  |
| 5.   | Sudafrica     | 5  | 1 | 0 | 4 | 19 | 32 | -13 | 2  |
| 6.   | Messico       | 5  | 0 | 0 | 5 | 5  | 70 | -65 | 0  |

### Classifica marcatori
| Giocatore        | PG | G  | A  | Pt | +/- | MP |
| ---------------- | -- | -- | -- | -- | --- | -- |
| Ivan Prokić      | 5  | 5  | 16 | 21 | +16 | 2  |
| Dong-Hwan Song   | 5  | 11 | 9  | 20 | +20 | 12 |
| Csaba Prokeć     | 5  | 7  | 8  | 15 | +10 | 2  |
| Jong-Moon Jang   | 5  | 3  | 12 | 15 | +25 | 0  |
| Aleksandar Kosić | 5  | 9  | 5  | 14 | +15 | 6  |
| Han-Sung Kim     | 5  | 8  | 6  | 14 | +18 | 6  |
| Greg Oddy        | 5  | 7  | 4  | 11 | -2  | 12 |
| Dejan Bugarski   | 5  | 5  | 5  | 10 | +11 | 10 |
| Kyung-Ta Kim     | 5  | 4  | 5  | 9  | +17 | 0  |
| Ivan Gracia      | 5  | 5  | 3  | 8  | +5  | 6  |

Fonte: IIHF.com

### Classifica portieri
| Giocatore        | Min    | TC  | GS | SO | MGS  | Sv%   |
| ---------------- | ------ | --- | -- | -- | ---- | ----- |
| Tihomir Zecević  | 272:07 | 96  | 9  | 1  | 1.98 | 90.63 |
| Kwang-Jin Kim    | 215:47 | 63  | 7  | 0  | 1.95 | 88.89 |
| José Luis Alonso | 206:24 | 104 | 15 | 0  | 4.36 | 85.58 |
| David Berger     | 280:01 | 192 | 28 | 0  | 6.00 | 85.42 |
| Chris Leetham    | 180:00 | 97  | 15 | 0  | 5.00 | 84.54 |

Fonte: IIHF.com

## Gruppo B

### Incontri
| Sofia 24 marzo 2003, ore 12:00 | Corea del Nord | 1 – 3 (0-1; 0-1; 1-1) | Cina | Winter Sports Palace (300 spett.) |

| Sofia 24 marzo 2003, ore 15:00 | Islanda | 1 – 4 (0-1; 0-1; 1-2) | Israele | Winter Sports Palace (300 spett.) |

| Sofia 24 marzo 2003, ore 18:00 | Bulgaria | 1 – 2 (0-1; 0-0; 1-1) | Belgio | Winter Sports Palace (865 spett.) |

| Sofia 25 marzo 2003, ore 12:00 | Belgio | 10 – 2 (4-1; 5-1; 1-0) | Islanda | Winter Sports Palace (300 spett.) |

| Sofia 25 marzo 2003, ore 15:00 | Israele | 2 – 2 (0-0; 1-1; 1-1) | Corea del Nord | Winter Sports Palace (300 spett.) |

| Sofia 25 marzo 2003, ore 18:00 | Cina | 5 – 2 (0-1; 2-0; 3-1) | Bulgaria | Winter Sports Palace (780 spett.) |

| Sofia 27 marzo 2003, ore 12:00 | Cina | 4 – 0 (2-0; 0-0; 2-0) | Islanda | Winter Sports Palace (300 spett.) |

| Sofia 27 marzo 2003, ore 15:00 | Belgio | 9 – 0 (6-0; 2-0; 1-0) | Israele | Winter Sports Palace (300 spett.) |

| Sofia 27 marzo 2003, ore 18:00 | Corea del Nord | 2 – 5 (0-3; 2-0; 0-2) | Bulgaria | Winter Sports Palace (1.050 spett.) |

| Sofia 29 marzo 2003, ore 12:00 | Israele | 4 – 6 (0-2; 3-0; 1-4) | Cina | Winter Sports Palace (300 spett.) |

| Sofia 29 marzo 2003, ore 15:00 | Belgio | 2 – 4 (2-1; 0-1; 0-2) | Corea del Nord | Winter Sports Palace (300 spett.) |

| Sofia 29 marzo 2003, ore 18:00 | Bulgaria | 6 – 0 (2-0; 0-0; 4-0) | Islanda | Winter Sports Palace (1.100 spett.) |

| Sofia 30 marzo 2003, ore 12:00 | Islanda | 1 – 7 (0-4; 1-1; 0-2) | Corea del Nord | Winter Sports Palace (300 spett.) |

| Sofia 30 marzo 2003, ore 15:00 | Cina | 1 – 6 (0-2; 1-1; 0-3) | Belgio | Winter Sports Palace (375 spett.) |

| Sofia 30 marzo 2003, ore 18:00 | Islanda | 1 – 1 (1-0; 0-1; 0-0) | Bulgaria | Winter Sports Palace (1.800 spett.) |

### Classifica
| Pos. |                | PG | V | N | P | GF | GS | DR  | Pt |
| 1.   | Belgio         | 5  | 4 | 0 | 1 | 29 | 8  | +21 | 8  |
| 2.   | Cina           | 5  | 4 | 0 | 1 | 19 | 13 | +6  | 8  |
| 3.   | Bulgaria       | 5  | 2 | 1 | 2 | 15 | 10 | +5  | 5  |
| 4.   | Corea del Nord | 5  | 2 | 1 | 2 | 16 | 13 | +3  | 5  |
| 5.   | Israele        | 5  | 1 | 2 | 2 | 11 | 19 | -8  | 4  |
| 6.   | Islanda        | 5  | 0 | 0 | 5 | 4  | 31 | -27 | 0  |

### Classifica marcatori
| Giocatore            | PG | G | A | Pt | +/- | MP |
| -------------------- | -- | - | - | -- | --- | -- |
| Mike Pellegrims      | 5  | 4 | 9 | 13 | +9  | 12 |
| Jan Jurceka          | 5  | 4 | 4 | 8  | +9  | 4  |
| Jong-Son Kim         | 5  | 4 | 4 | 8  | +6  | 4  |
| Thae-Hwi Ri          | 5  | 4 | 3 | 7  | +7  | 0  |
| Tim Vos              | 5  | 1 | 6 | 7  | +4  | 6  |
| Aleksej Jotov        | 5  | 4 | 2 | 6  | +1  | 6  |
| Maxime Schuchewytsch | 5  | 3 | 3 | 6  | +7  | 0  |
| Sergei Zak           | 5  | 3 | 3 | 6  | -2  | 8  |
| Jesse Raekelboom     | 5  | 3 | 3 | 6  | +8  | 18 |
| Edouard Ravniaga     | 5  | 2 | 4 | 6  | -4  | 2  |

Fonte: IIHF.com

### Classifica portieri
| Giocatore      | Min    | TC  | GS | SO | MGS  | Sv%   |
| -------------- | ------ | --- | -- | -- | ---- | ----- |
| Ivajlo Asenov  | 238:41 | 81  | 5  | 1  | 1.26 | 93.83 |
| Bjorn Stejlen  | 243:13 | 68  | 7  | 0  | 1.73 | 89.71 |
| Yevgeny Gussin | 260:00 | 144 | 16 | 0  | 3.69 | 88.89 |
| Song-Chol Ri   | 238:30 | 95  | 12 | 0  | 3.02 | 87.37 |
| Hua Geng       | 240:00 | 83  | 12 | 1  | 3.00 | 85.54 |

Fonte: IIHF.com